# Jana S. Rošker
Jana S. Rošker, slovenska sinologinja, * 21. maj 1960, Murska Sobota.

## Življenje
Jana S. Rošker se je rodila v Murski Soboti. Na dunajski univerzi je študirala sinologijo, publicistiko in pedagogiko. Leta 1988 je na isti univerzi doktorirala z disertacijo o teorijah države in anarhistični kritiki države na Kitajskem na pragu 20. stoletja. Že med študijem, pa tudi po njem, se je večkrat (skupno 9 let) študijsko izpopolnjevala in raziskovala na Kitajskem in Tajvanu.
Kot prva slovenska sinologinja je bila soustanoviteljica ter dolgoletna predstojnica Oddelka za azijske in afriške študije na Filozofski fakulteti v Ljubljani, kjer je zaposlena kot redna profesorica sinologije.
V svojem raziskovalnem delu se ukvarja predvsem s tradicionalno kitajsko logiko, spoznavno teorijo in metodologijo medkulturnih raziskav.
Med izjemne dosežke slovenske znanosti v letu 2012 po izboru Znanstvenoraziskovalnega sveta za humanistiko pri Javni agenciji za raziskovalno dejavnost Republike Slovenije (ARRS) je bila izbrana za knjigo Traditional Chinese Philosophy and the Paradigm of Structure. Leta 2015 je prejela Zoisovo priznanje za pomembne dosežke v sinologiji za monografijo Searching for the Way: Theory of Knowledge in pre-Modern and Modern China in Zlato plaketo Univerze v Ljubljani za raziskovalne in pedagoške dosežke.
Je ustanoviteljica in prva predsednica Evropskega združenja za kitajsko filozofijo (European Association for Chinese Philosophy EACP), ki je bilo ustanovljeno februarja 2014 v Ljubljani.
Leta 2017 je kot biseksualka bila del razstave LGBT: Razstava štirih v Slovenskem etnografskem muzeju.

## Izbrana dela

### Knjige
- Rošker, Jana S.. The Rebirth of the Moral Self: the Second Generation of Modern Confucians and their Modernization Discourses. Hongkong: Chinese University Press, cop. 2016. IX, 296 str. ISBN 978-962-996-688-1. (COBISS)
- Rošker, Jana S. Searching for the Way: Theory of Knowledge in pre-Modern and Modern China. Chinese University Press, Hongkong 2008. (COBISS)
- Rošker, Jana S., ŽAGAR, Igor Ž. (urednik). Kjer vlada sočlovečnost, je ljudstvo srečno: tradicionalne kitajske teorije države, (Digitalna knjižnica, Dissertationes, 27). Ljubljana: Pedagoški inštitut, 2014. 187 str. ISBN 978-961-270-205-2. ISBN 978-961-270-206-9. http://www.pei.si/Sifranti/StaticPage.aspx?id=148. [COBISS.SI-ID 273282304]
- Rošker, Jana S.. Subjektova nova oblačila - idejne osnove modernizacije v delih druge generacije modernega konfucijanstva, (Razprave FF). 1. izd. Ljubljana: Znanstvena založba Filozofske fakultete, 2013. 231 str. ISBN 978-961-237-582-9. [COBISS.SI-ID 267091200]
- Rošker, Jana S.. Traditional Chinese Philosophy and the Paradigm of Structure (Li). Newcastle upon Tyne: Cambridge Scholars Publishing, 2012. IX, 234 str. ISBN 1-4438-4052-1. ISBN 978-1-4438-4052-1. [COBISS.SI-ID 49541986]

Nagrada: Izjemni znanstveni dosežek 2012 - Humanistika - področje 6.06-Kulturologija 
- Rošker, Jana S. in Wang Hui. Wang Hui in vprašanje modernosti ter demokracije na Kitajskem, (Zbirka Studia humanitatis Asiatica). 1. izd. Ljubljana: Znanstvena založba Filozofske fakultete, 2015. 84 str., sl. W. Huia. ISBN 978-961-237-746-5. [COBISS.SI-ID 279469568]
- Rošker, Jana S.. Anarchismus in China an der Schwelle des 20. Jahrhunderts : Eine vergleichende Studie zu Staatstheorie und anarchistischem Gedankengut in China und Europa. Saarbrücken: Südwestdeutscher Verlag für Hochschulschriften, 2016. 255 str., ilustr. ISBN 978-3-8381-5155-7. [COBISS.SI-ID 59498850]
- Rošker, Jana S. Iskanje poti: spoznavna teorija v kitajski tradiciji. Del 1, Od protofilozofskih klasikov do neokonfucianstva dinastije Song. Znanstveni inštitut Filozofske fakultete, Ljubljana 2005. (COBISS)
- Rošker, Jana S. Iskanje poti: spoznavna teorija v kitajski tradiciji. Del 2, Zaton tradicije in obdobje moderne Znanstvenoraziskovalni inštitut Filozofske fakultete, Ljubljana 2006. (COBISS)
- Rošker, Jana S. Odnos kot jedro spoznanja: kitajska filozofija od antičnih klasikov do modernega konfucijanstva. Cankarjeva založba, Ljubljana 2010. (COBISS)
- Rošker, Jana S. Zmajeva hiša: oris kitajske kulture in civilizacije. Cankarjeva založba, Ljubljana 1992. {COBISS|ID=239053312}}
- Rošker, Jana S. Za zidovi varnosti in hrepenenja: koncept države v kitajski tradiciji. Didakta, Radovljica 1995. (COBISS)
- Rošker, Jana S. Metodologija medkulturnih raziskav. Filozofska fakulteta, Oddelek za azijske in afriške študije, Ljubljana 1996. (COBISS)
- Rošker, Jana S. Učbenik slovnice k predmetu Sodobna kitajščina I. Filozofska fakulteta, Oddelek za azijske in afriške študije, Ljubljana 1999. (COBISS)
- Rošker, Jana S. Na ozki brvi razumevanja: medkulturna metodologija v sinoloških študijah. Filozofska fakulteta, Oddelek za azijske in afriške študije, Ljubljana 2005. (COBISS)
- Rošker, Jana S. Sodobna teoretska kitajščina na področju humanistike in družboslovja: semantične strukture in znanstvena ter strokovna terminologija sodobne kitajščine. Filozofska fakulteta, Oddelek za azijske in afriške študije, Ljubljana 2008(COBISS)
- Rošker, Jana S. Ključ. Long, Ljubljana 1999. 63 (COBISS)